# 朱集镇 (襄阳市)
朱集镇，是中华人民共和国湖北省襄阳市襄州区下辖的一个乡镇级行政单位。

## 行政区划
朱集镇下辖以下地区：
四新村社区、朱集村、王集村、崔营村、罗庄村、潘湾村、袁湾村、郝湾村、三合村、刘湾村、路庄村、寇集村、旺午村、马套村、柳林村、马沟村、宋王营村、官庄村、孟庄村、上湾村、下湾村、水田村、李坡村、郭楼村、尚寨村、杨岗村、雷庄村、代碑村、上陈村、黄岗村、翟湾村和四新村。